# Le Cavalier blanc
Le Cavalier blanc est la soixante-huitième histoire de la série Lucky Luke par Morris et René Goscinny. Elle est publiée pour la première fois du no 8 au no 12 du journal Lucky Luke, puis est publiée en album en 1975 aux éditions Dargaud.

## Résumé
Partout où se produit la troupe de théâtre de W. Baltimore, un cambriolage a lieu, et ce, pendant la représentation. Déterminé à résoudre ce mystère, Lucky Luke décide de suivre les comédiens dans leur tournée.

## Personnages
- Whittaker Baltimore : Acteur et metteur en scène qui sillonne les États-Unis avec sa troupe. Il joue le rôle principal de la pièce Le Cavalier blanc. Le personnage possède les traits de l'acteur John Barrymore.
- Gladys Whimple : Anciennement danseuse de saloon, elle joue le rôle de Linda, la jeune première du Cavalier blanc.
- Barnaby Float : Acteur spécialisé dans les rôles de méchants. Dans Le Cavalier blanc, il interprète Mortimer.
- Francis Lusty : Machiniste et chauffeur de salle de la troupe de Whittaker Baltimore.
- Hank Wallys : Vieil ami de Lucky Luke.

## Publication

### Revues
L'histoire est parue dans le journal Lucky Luke, du no 8 (octobre 1974) au no 12 (février 1975).

### Album
Éditions Dargaud, no 12, 1975.

## Adaptation et hommages
Cet album a été adapté dans la série animée Lucky Luke, diffusée pour la première fois en 1984.
Blutch a publié en 2000 Le Cavalier blanc no2 (Alain Beaulet éditeur), un livre d'une vingtaine de dessins, qui sont autant de variations de la couverture originale de l'album.